# レオナルド・ギラルディーニ
レオナルド・ギラルディーニ（Leonardo Ghiraldini、1984年12月26日 - ）は、トップ14ユニオン・ボルドー・ベグルに所属するラグビーユニオン選手。

## プロフィール
- イタリア・パドヴァ出身。
- ポジションはフッカー(HO)。
- 身長 182cm、体重 104kg
- イタリア代表キャップは104（2020年10月現在）で2007年W杯・2011年W杯・2015年W杯・2019年W杯のイタリア代表に選ばれた[1]。
- バーバリアンズに選ばれたことがある[2]。

## 略歴
ペトラルカ、カルヴィザーノ、ベネットン、レスター・タイガース、トゥールーズを経て、2019年、ボルドーに加入。